# Tommy Lee Jones
Tommy Lee Jones (* 15. září 1946 San Saba, Texas) je americký herec a režisér. Je znám především pro své role ve filmech Uprchlík, Šerifové, Batman navždy, Muži v černém (i druhý a třetí díl) a Tahle země není pro starý.

## Biografie
Narodil se v San Sabě v Texasu. Jeho matka byla policistka, učitelka a majitelka obchodu, a otec pracoval na ropném poli. Vystudoval St. Mark's School of Texas a chodil na Harvardovu univerzitu, kde byl spolubydlícím Al Gora. Zde také hrál americký fotbal. Absolvoval v roce 1969 cum laude (s pochvalou) a získal titul bakalář svobodných umění.
Poté se přestěhoval do New Yorku, aby se stal hercem. Jeho první vystoupení na Broadwayi proběhlo v roce 1969. V roce 1970 zahrál svou první filmovou roli.
V roce 1980 byl poprvé nominován na Zlatý glóbus za roli ve filmu První dáma country music. V roce 1983 získal cenu Emmy za roli vraha Garyho Gilmora v televizní adaptaci knihy Katova píseň spisovatele Normana Mailera.
V devadesátých letech se Jones výrazně prosadil díky filmům jako Uprchlík, kde hrál s Harrisonem Fordem, Batman navždy, kde hrál s Valem Kilmerem, a Muži v černém, kde hrál s Willem Smithem. Za roli v Uprchlíkovi získal Oscara za nejlepší mužský herecký výkon ve vedlejší roli. V roce 1991 získal další nominaci na Oscara za roli ve filmu JFK.
Jones hrál s režisérem Clintem Eastwoodem ve filmu Vesmírní kovbojové z roku 2000.
V roce 2007 si zahrál ve dvou významných rolích, a to ve snímcích V údolí Elah (za kterou byl nominován na Oscara) a oscarovém Tahle země není pro starý.
Od roku 2006 pracuje jako mluvčí pro japonskou společnost Suntory. Objevil se také v několika japonských televizních reklamách firmy Boss Coffee.

## Výběr z filmografie
- 1970 Love Story
- 1980 První dáma country music (nominován na Zlatý glóbus)
- 1983 Poslední pirát (Nate and Heyes)
- 1991 JFK (nominován na Oscara a cenu BAFTA)
- 1992 Přepadení v Pacifiku
- 1993 Nebe a země
- 1993 Uprchlík (Oscar, Zlatý glóbus, nominován na cenu BAFTA)
- 1994 Zděšení
- 1994 Nebezpečný klient
- 1995 Batman navždy
- 1997 Sopka
- 1997 Muži v černém
- 1998 Šerifové
- 1999 Dvojí obvinění
- 2000 Krvavá volba
- 2000 Vesmírní kovbojové
- 2002 Muži v černém 2
- 2003 Štvanec
- 2003 Ztracené
- 2005 Pán domu
- 2005 Tři pohřby (i režie)
- 2006 Zítra nehrajeme!
- 2007 Tahle země není pro starý (nominován na cenu BAFTA)
- 2007 V údolí Elah (nominován na Oscara)
- 2009 V elektrizující mlze
- 2011 Captain America: První Avenger
- 2012 Muži v černém 3
- 2012 Druhá šance
- 2012 Lincoln (nominován na Oscara, cenu BAFTA, Zlatý glóbus)
- 2013 Mafiánovi
- 2014 Síla života
- 2016 Jason Bourne